# Деревинский, Алексей Олегович
Алексей Олегович Деревинский (укр. Олексій Олегович Деревінський; род. 15 мая 1989) — украинский футбольный судья. С 2020 года обслуживает матчи Премьер-лиги Украины. В качестве футболиста выступал за молодёжные команды ужгородского «Закарпатья» и луганской «Зари». Привлекался к играм за юношеские сборные Украины до 17 и до 19 лет.

## Биография
Родился 15 мая 1989 года. Отец — футболист и футбольный судья Олег Деревинский.
В детско-юношеской футбольной лиге выступал за киевские «Смена-Оболонь» (2004—2005) и ДЮСШ-15 (2005—2006). Провёл две игры за юношескую сборную Украины до 17 лет в 2004 году против Болгарии (4:1) и Узбекистана (1:2). В 2006 году сыграл в матче против Португалии (2:0) за сборную Украины до 19 лет.
Летом 2007 года стал игроком дублирующего состава ужгородского «Закарпатья», выступавшего в молодёжном чемпионате Украины. Спустя полгода перешёл в луганскую «Зарю», где помимо дубля, выступал за «Зарю-2» в чемпионате Луганской области. Проведя в составе луганчан год, завершил карьеру футболиста, так и не дебютировав за основной состав.
В 2007 году начал карьеру футбольного судьи, обслуживая матчи областного уровня. Спустя год ему доверили проводить матчи детско-юношеской футбольной лиги и любительского чемпионата Украины. Дебют в качестве арбитра Второй лиги Украины состоялся в 2011 году. С 2016 года — судья Первой лиги Украины. Свой первый матч в Премьер-лиге Украины в качестве рефери Деревинский провёл 19 июля 2020 года, тогда в матче 32 тура встречались «Днепр-1» и «Ворскла» (3:0).
В 2010—2011 годах участвовал в любительских турнирах по бильярду.